# Studentenflat

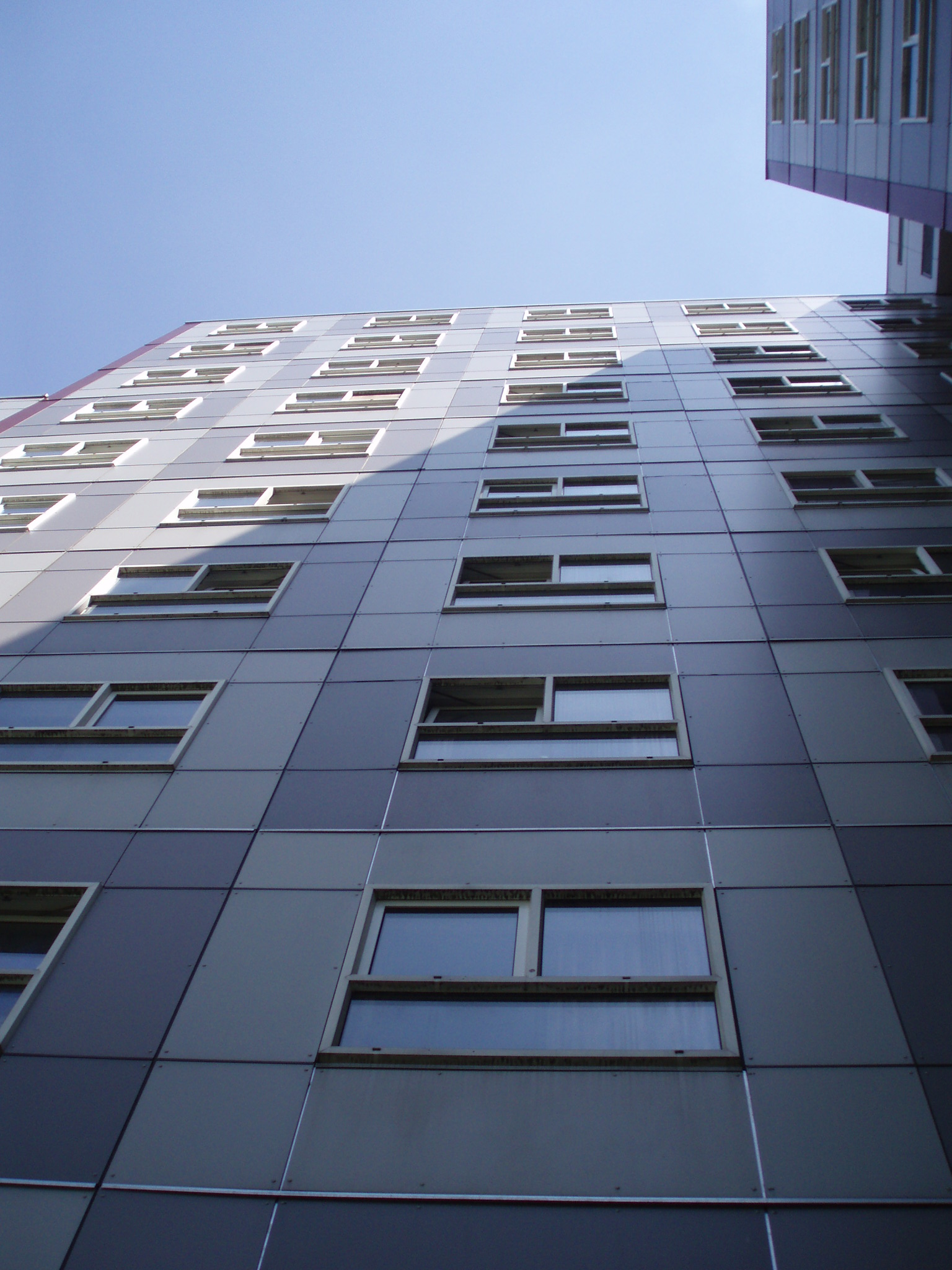
Studentencomplex Vossenveld te Nijmegen

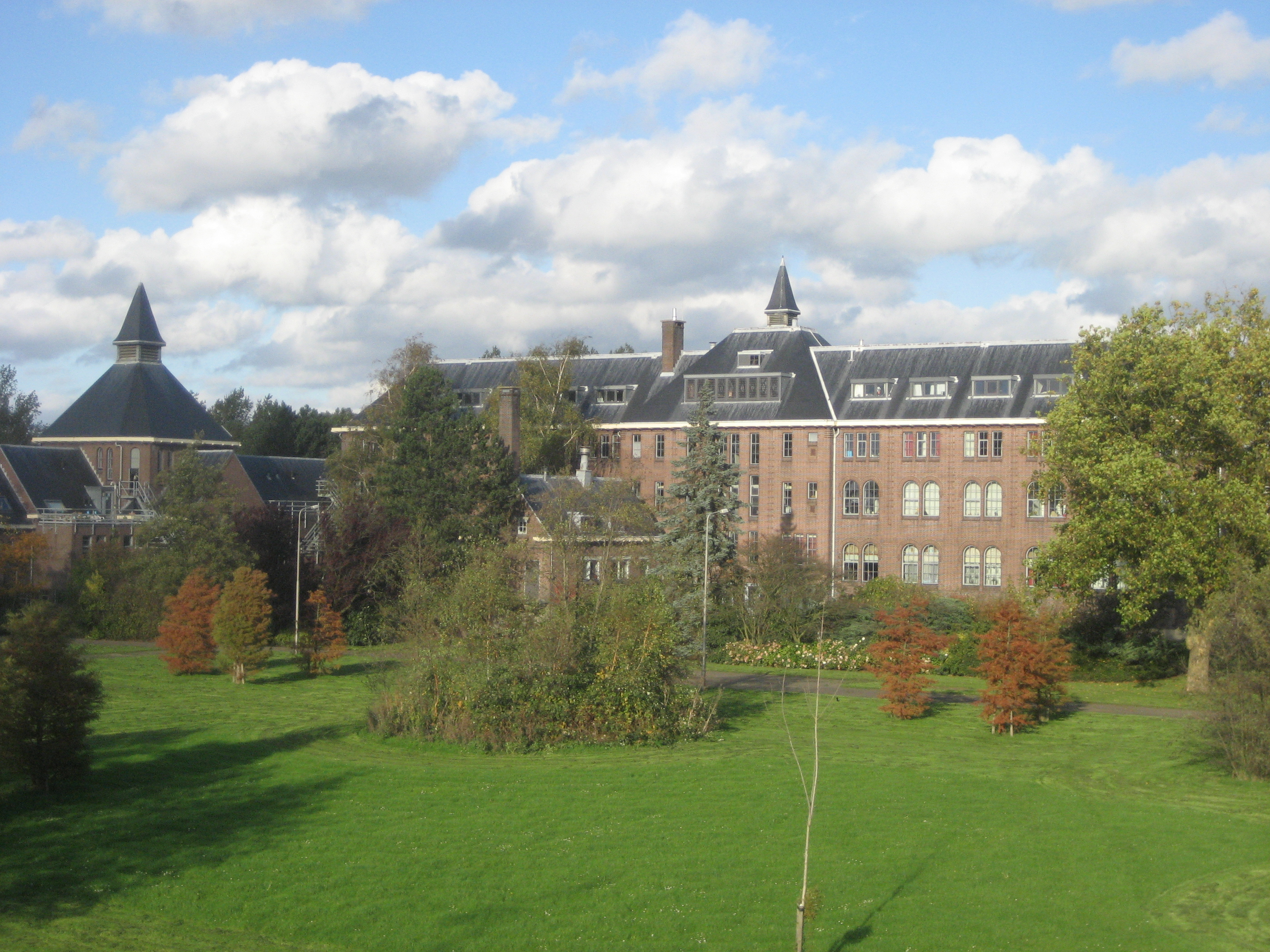
Huize Weipoort bij Leiden

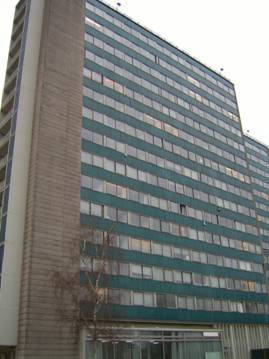
Home Boudewijn bij Gent

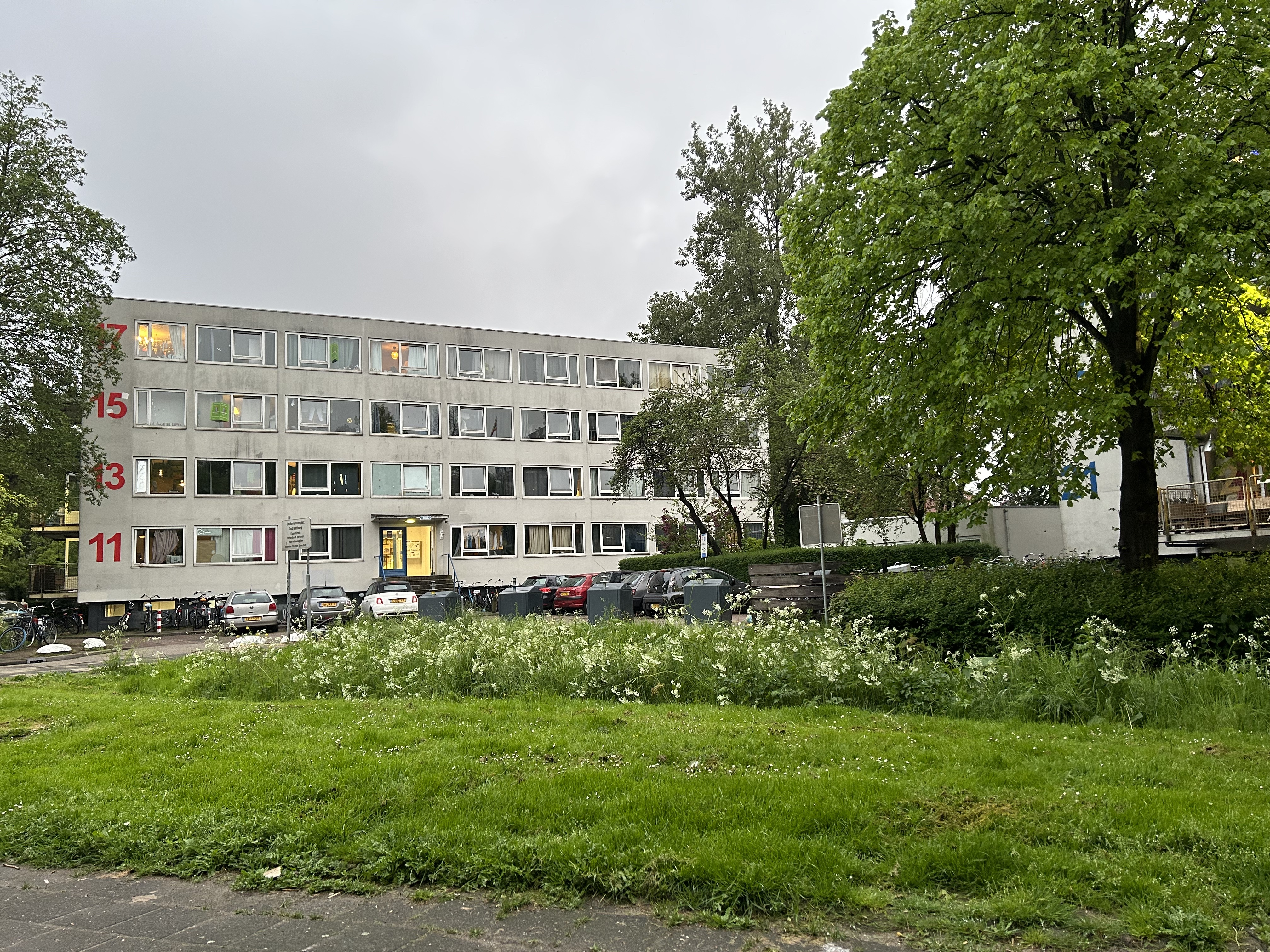
Studentencomplex Oudraadtweg te Delft

Een studentenflat is een gebouw met meerdere woonlagen, dat speciaal gebouwd is voor (en ingericht op) studenten. Vaak leven hier op een gang of afdeling een aantal studenten samen. Het aantal samenlevende studenten kan wel tot 18 oplopen op de grotere afdelingen. Veelal worden keuken, woonkamer en badkamer gezamenlijk gebruikt. In veel steden zijn grote complexen van verschillende grotere en kleinere studentenflats gebouwd.
Wanneer particuliere woningen verbouwd zijn tot een geheel voor meerdere studenten, spreken we van studentenhuizen. Die benaming wordt doorgaans ook gebruikt voor complexen met meerdere gangen, die niet specifiek voor studenten gebouwd werden, maar in de loop der tijd voor hen aangepast zijn. Een voorbeeld daarvan is het in 2000 afgebrande complex Huize Goirke in de Goirkestraat te Tilburg.
De eerste studentenflats van Nederland werden gebouwd in Delft aan de Oudraadtweg. Deze werden opgeleverd in 1958 en zijn tot op heden nog als zodanig in gebruik.

## Bekende studentenflats in Nederland
- IBB (Ina Boudier-Bakkerlaan) en Tuindorp-West Complex (TWC) in Utrecht
- De Warande in Zeist
- Selwerd I, II en III in Groningen
- DWL-gebouw in Kralingen de Esch, Rotterdam
- De Zilverberg in Amsterdam-Noord (inmiddels gesloopt) was een van de eerste grote studenflats in Nederland
- Uilenstede in Amstelveen is het grootste studentencomplex in Nederland, waar ruim 3000 jongeren op kamers wonen.
- RXL, een complex van 5 studentenflats in Diemen.
- Het Strijkijzer in Den Haag
- De Sterflats (Asserpark, Bornsesteeg, Dijkgraaf, Hoevestein en de inmiddels gesloopte Rijnsteeg) in Wageningen
- Jacoba van Beierenlaan (vroeger Krakeelhof en Ricardishof) en de Eduard du Perronlaan in Delft
- De Pelikaanhof, Huize Weipoort en de flats aan de Klikspaanweg, de Morsweg, de Vrijheidslaan, de Rijn- en Schiekade, de Kaiserstraat en het Flanorpad zijn de bekendste complexen van Leiden.
- Hoogeveldt in Nijmegen.
- Oude ACTA pand in Amsterdam Slotervaart
- Sterflats “The Verbs” aan de Professor Verbernelaan in Tilburg